# Lusus

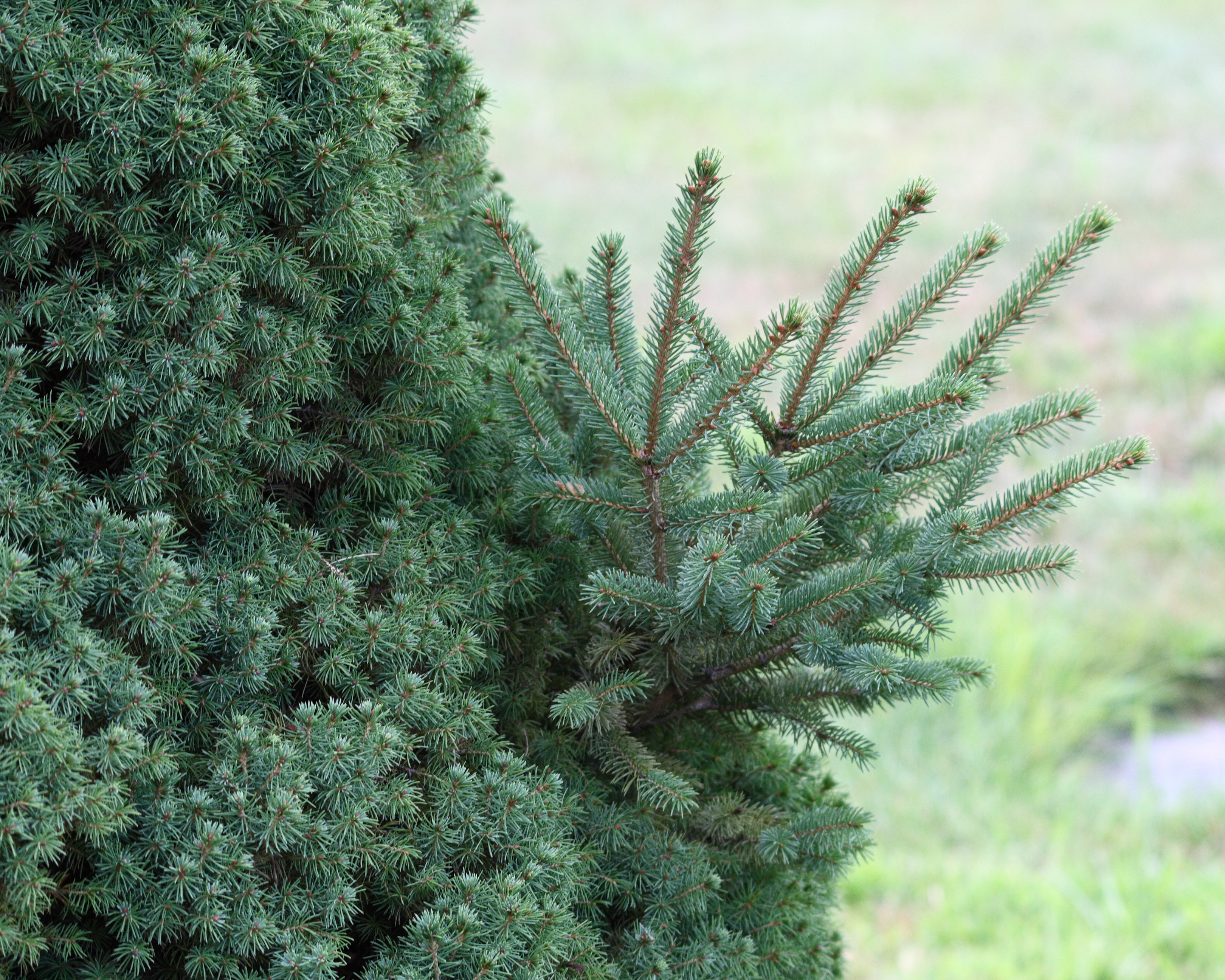
Feuillage d'une Épinette blanche naine(Picea glauca var. albertiana 'Conica'), avec une branche montrant une récession vers l'habituelle croissance de feuilles plus grandes de l'épinette blanche.

Un lusus, sport en anglais, est une partie d'une plante morphologiquement différente du reste de la plante. Elle peut en différer par la forme ou la couleur des feuilles ou des fleurs, par exemple une fleur rouge parmi les fleurs blanches d'un arbre, ou encore par la structure des fleurs ou des branches.
La cause est une mutation génétique spontanée d'une partie de la plante (mosaïcisme).

## Multiplication
Les lusus présentant des caractéristiques intéressantes sont souvent multipliés par voie végétative pour créer de nouveaux cultivars qui conservent ses caractéristiques morphologiques.

## Exemples
Un exemple de lusus est la nectarine qui est issue d'un lusus de pêche.
D'autres fruits sont issus de lusus :
- le cultivar rouge de la poire Beurré d'Anjou,
- le citron Pink Lemonade qui est issu d'un lusus du citron Eureka[3],
- la noix de coco Kopyor.